# Ted (linia lotnicza)
Ted – amerykańska linia lotnicza z siedzibą w stanie Illinois. Była częścią linii lotniczej United Airlines. Głównym węzłem był Port lotniczy Denver. 6 stycznia 2009 roku, linia Ted zakończyła samodzielną działalność i w całości przeszła do United Airlines.

## Flota
Airbus A320-200 - 57